# Amtshaus Liesing

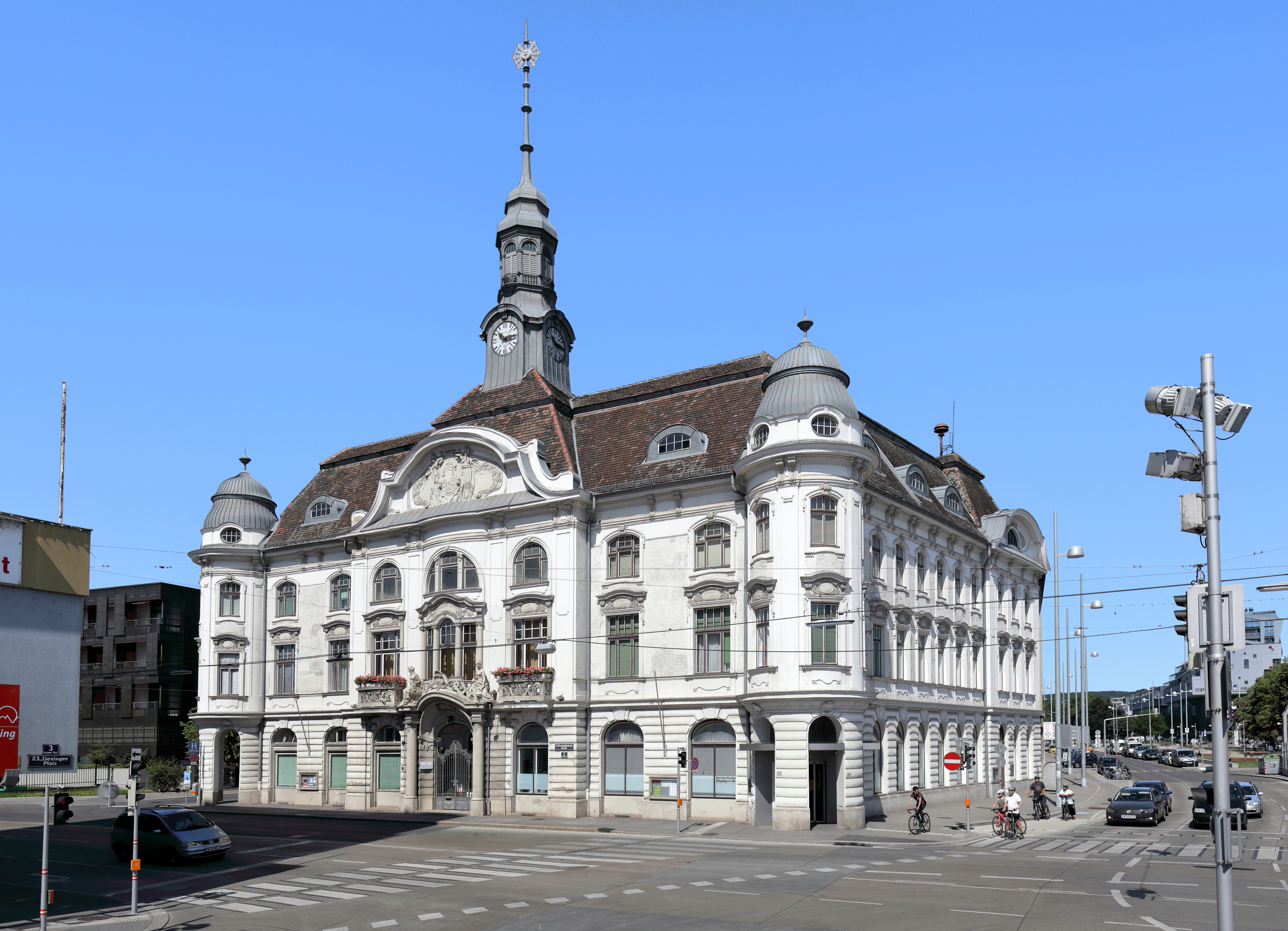
Amtshaus Liesing

Das Amtshaus Liesing ist Sitz des Magistratischen Bezirksamtes des 23. Wiener Gemeindebezirkes, Liesing und gleichzeitig von dessen Bezirksvorstehung. Es befindet sich an der Perchtoldsdorfer Straße 2.

## Lage und Architektur
Das denkmalgeschützte Gebäude liegt im Zentrum des Bezirkteils Liesing. In seiner Umgebung befinden sich weitere öffentliche Gebäude wie das Haus der Begegnung, das Schloss Liesing und das Liesinger Bad. Das Amtshaus ist ein Werk des Büros Fellner & Helmer, das vor allem für seine Theaterbauten bekannt ist. Seine dreigeschoßige, monumentale Fassade ist im Neorenaissancestil mit neobarocken Elementen gestaltet. An der Hauptfassade, die oben durch einen großen Giebel mit Wappenrelief abgeschlossen wird, befindet sich ein Säulenportal mit allegorischen Frauenfiguren. Auf dem Mansarddach ist ein hoher Dachreiter mit Uhren angebracht. Der rechteckige Festsaal des Amtshauses weist eine Vertäfelung aus Eichenholz auf, an der Metallauflagen im Stil der Wiener Secession angebracht und Leinwandbilder mit Porträts der Liesinger Bürgermeister eingelassen sind.

## Geschichte

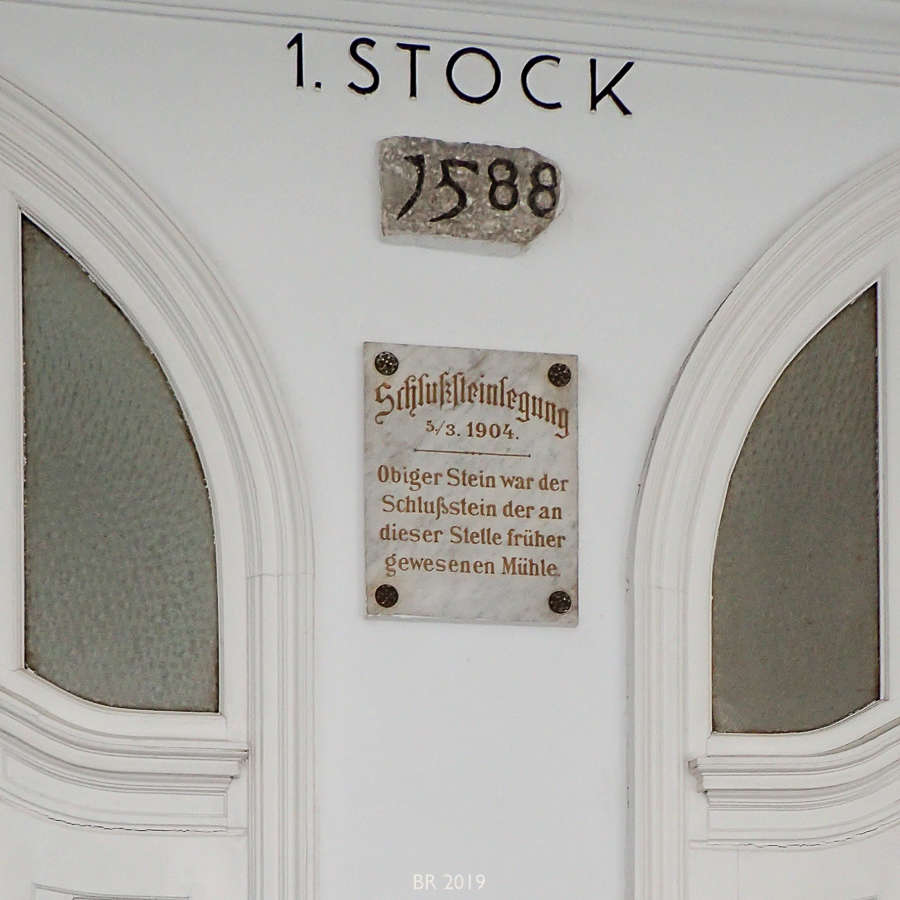
Der Stein vom Torbogen der Färbermühle, dem Vorgängerbau des Bezirksamts.

An Stelle des Gebäudes befand sich bis 1898 die aus dem Mittelalter stammende Steg- oder
Färbermühle. (Gegenüber dem heutigen Bau erinnert seit 1954 die Färbermühlgasse an die alte Mühle.) In den Jahren 1903/1904 wurde hier das heutige Amtshaus Liesing als Rathaus der Marktgemeinde Liesing erbaut, die zwei Jahre nach Baubeginn, am 2. Oktober 1905, zur Stadt erhoben wurde. Im Stiegenhaus wurde ein Stein mit der Aufschrift 1588 eingemauert, der von der Färbermühle stammt.
Nach der Eingemeindung der Stadt im Zuge der Vergrößerung Wiens durch die Nationalsozialisten im Herbst 1938 wurde das Rathaus zunächst nutzlos. Nach dem Ende des Zweiten Weltkriegs wurde es schließlich 1954 zum Verwaltungszentrum des neu gebildeten 23. Bezirkes ausgebaut. Von 2003 bis 2007 fanden umfangreiche Umbau- und Modernisierungsarbeiten statt.